# 천계 (남조국)
천계(天啓, 840년 ~ 859년)는 남조(南詔) 소성왕(昭成王) 권풍우(勸豊祐)의 두번째 연호이다.

## 연대 대조표
| 천계       | 원년       | 2년        | 3년        | 4년        | 5년        | 6년        | 7년        | 8년        | 9년        | 10년       |
| 서기(西紀) | 840년      | 841년      | 842년      | 843년      | 844년      | 845년      | 846년      | 847년      | 848년      | 849년      |
| 간지(干支) | 경신(庚申) | 신유(辛酉) | 임술(壬戌) | 계해(癸亥) | 갑자(甲子) | 을축(乙丑) | 병인(丙寅) | 정묘(丁卯) | 무진(戊辰) | 기사(己巳) |
| 천계       | 11년       | 12년       | 13년       | 14년       | 15년       | 16년       | 17년       | 18년       | 19년       | 20년       |
| 서기(西紀) | 850년      | 851년      | 852년      | 853년      | 854년      | 855년      | 856년      | 857년      | 858년      | 859년      |
| 간지(干支) | 경오(庚午) | 신미(辛未) | 임신(壬申) | 계유(癸酉) | 갑술(甲戌) | 을해(乙亥) | 병자(丙子) | 정축(丁丑) | 무인(戊寅) | 기묘(己卯) |

## 동시대 연호
| 이전 연호 보화(保和) | 중국의 연호 남조(南詔) | 다음 연호 건극(建極) |